# Grande Prêmio dos Países Baixos de 1979
Resultados do Grande Prêmio dos Países Baixos de Fórmula 1 realizado em Zandvoort em 26 de agosto 1979. Décima segunda etapa da temporada, foi vencida pelo australiano Alan Jones, da Williams-Ford.

## Resumo
Primeiros pontos de Nelson Piquet e últimos de Jacky Ickx na Fórmula 1.

## Classificação da prova
| Pos. | Nº | Piloto                | Construtor         | Voltas | Tempo/Diferença | Grid | Pontos |
| ---- | -- | --------------------- | ------------------ | ------ | --------------- | ---- | ------ |
| 1    | 27 | Alan Jones            | Williams-Ford      | 75     | 1:41:19.775     | 2    | 9      |
| 2    | 11 | Jody Scheckter        | Ferrari            | 75     | + 21.783        | 5    | 6      |
| 3    | 26 | Jacques Laffite       | Ligier-Ford        | 75     | + 1:03.253      | 7    | 4      |
| 4    | 6  | Nelson Piquet         | Brabham-Alfa Romeo | 74     | + 1 volta       | 11   | 3      |
| 5    | 25 | Jacky Ickx            | Ligier-Ford        | 74     | + 1 volta       | 20   | 2      |
| 6    | 30 | Jochen Mass           | Arrows-Ford        | 73     | + 2 voltas      | 18   | 1      |
| 7    | 31 | Hector Rebaque        | Lotus-Ford         | 73     | + 2 voltas      | 24   |        |
| Ret  | 3  | Didier Pironi         | Tyrrell-Ford       | 51     | Suspensão       | 10   |        |
| Ret  | 12 | Gilles Villeneuve     | Ferrari            | 49     | Pneus           | 6    |        |
| Ret  | 18 | Elio de Angelis       | Shadow-Ford        | 40     | Transmissão     | 22   |        |
| Ret  | 20 | Keke Rosberg          | Wolf-Ford          | 33     | Motor           | 8    |        |
| Ret  | 15 | Jean-Pierre Jabouille | Renault            | 26     | Embreagem       | 4    |        |
| Ret  | 7  | John Watson           | McLaren-Ford       | 22     | Motor           | 12   |        |
| Ret  | 4  | Jean-Pierre Jarier    | Tyrrell-Ford       | 20     | Rodou           | 16   |        |
| Ret  | 9  | Hans-Joachim Stuck    | ATS-Ford           | 19     | Transmissão     | 15   |        |
| Ret  | 17 | Jan Lammers           | Shadow-Ford        | 12     | Câmbio          | 23   |        |
| Ret  | 1  | Mario Andretti        | Lotus-Ford         | 9      | Suspensão       | 17   |        |
| Ret  | 29 | Riccardo Patrese      | Arrows-Ford        | 7      | Travões         | 19   |        |
| Ret  | 8  | Patrick Tambay        | McLaren-Ford       | 6      | Motor           | 14   |        |
| WD   | 5  | Niki Lauda            | Brabham-Alfa Romeo | 4      | Retirou-se      | 9    |        |
| Ret  | 14 | Emerson Fittipaldi    | Fittipaldi-Ford    | 2      | Pane elétrica   | 21   |        |
| Ret  | 2  | Carlos Reutemann      | Lotus-Ford         | 1      | Suspensão       | 13   |        |
| Ret  | 16 | René Arnoux           | Renault            | 1      | Suspensão       | 1    |        |
| Ret  | 28 | Clay Regazzoni        | Williams-Ford      | 0      | Acidente        | 3    |        |
| DNQ  | 22 | Patrick Gaillard      | Ensign-Ford        |        |                 |      |        |
| DNQ  | 24 | Arturo Merzario       | Merzario-Ford      |        |                 |      |        |

## Tabela do campeonato após a corrida
| Pos. | Piloto            | Pontos |
| ---- | ----------------- | ------ |
| 1    | Jody Scheckter    | 44     |
| 2    | Jacques Laffite   | 36     |
| 3    | Alan Jones        | 34     |
| 4    | Gilles Villeneuve | 32     |
| 5    | Clay Regazzoni    | 24     |

| Pos. | Construtor    | Pontos |
| ---- | ------------- | ------ |
| 1    | Ferrari       | 80     |
| 2    | Ligier-Ford   | 61     |
| 3    | Williams-Ford | 58     |
| 4    | Lotus-Ford    | 37     |
| 5    | Tyrrell-Ford  | 21     |

- Nota: Somente as primeiras cinco posições estão listadas. As quinze etapas de 1979 foram divididas em um bloco de sete e outro de oito corridas onde cada piloto podia computar quatro resultados válidos em cada, não havendo descartes no mundial de construtores.